# Список умерших в 1340 году
В этой статье представлен список известных людей, умерших в 1340 году.
См. также: Категория:Умершие в 1340 году

## Февраль
- аль-Мустакфи I (54) — халиф Мамлюкского халифата (1302—1340).

## Март
- 10 марта — Генри де Бомонт — первый барон Бомонт (1309—1340), граф Бьюкен.
- 11 марта — Иоганн II[нем.] — граф Спонхейм-Кройцнах (1290—1340)
- 31 марта — Иван I Данилович Калита — Князь Московский (1325—1340), Князь Новгородский (1328—1337), Великий князь Владимирский (1328/1331—1340)

## Апрель
- 1 апреля:
  - Алонсо Хосе Тенорио[исп.] — испанский адмирал; погиб в бою в проливе Гибралтар;
  - Герхард III Великий — граф Гольштейн-Рендсбург (1304—1340), герцог Шлезвига (1326—1330); убит восставшими датскими крестьянами.
- 5 апреля — Уильям Мелтон, архиепископ Йоркский (1317—1340), первый Лорд-хранитель Малой печати (1307—1312) в истории Англии, лорд-казначей (1325—1326).
- 6 апреля — Василий Великий Комнин — Трапезундский император (1332—1340)
- 7 апреля — Конрад фон Клингерберг[нем.] — епископ Брессаноне (1322—1324), епископ Фрайзинга (1324—1340)
- 13 апреля — Бертольд VII — граф Хеннеберг-Шлойзинген (1284—1340) из рода Хеннебергов, имперский князь (1310—1340)

## Май
- 8 мая — Жан д’Авагур[фр.] — епископ Сен-Бриё (1320—1328), епископ Доля (1328—1340)
- Танкиз[англ.] — вице-король Сирии (1312—1340)

## Июнь
- 1 июня — Ян III ван Диест[англ.] — князь-епископ Утрехта (1322—1340)
- 19 июня — Бонаграцио Бергамский[англ.] — лидер францисканских спиритуалистов, брошен в тюрьму за еретические взгляды
- 24 июня:
  - Николя Бегюше[англ.] — французский адмирал, один из командующих французским флотом в битве при Арнемёйдене, взят в плен в битве при Слёйсе и повешен на мачте за резню пленных англичан после битвы при Арнемёйдене;
  - Томас де Монтермар (38) — 2-й барон Монтермар (1325—1340), погиб в битве при Слёйсе;
  - Юго Кирье[англ.] — французский адмирал, один из командующих французским флотом в битве при Арнемёйдене, погиб в битве при Слёйсе.

## Июль
- 28 июля — Отто VI[нем.] — граф Веймар Орламюнде (1305—1340)

## Август
- 18 августа — Маттео Орсини[итал.] — епископ Агридженто (1326—1327), архиепископ Манфредонии (1327), архиепископ Палермо (1334—1336), кардинал-священник Santi Giovanni e Paolo (1327—1338), кардинал-протопресвитер (1336—1338), кардинал-епископ Сабина-Поджо Миртето (1338—1340)

## Сентябрь
- 17 сентября — Манфред IV — маркграф Салуццо (1296—1330).

## Октябрь
- 11 октября — Николаус фон Штаховиц[нем.] — епископ Регенсбурга (1313—1340)
- 18 октября — Генрих фон Фреймар[нем.] — немецкий философ

## Ноябрь
- 2 ноября — Нильс Эббесен — вождь восставших против голштинского правления датских крестьян, национальный герой Дании, погиб в битве при Скандерборге

## Декабрь
- 2 декабря — Джеффри ле Скруп — лорд главный судья Англии и Уэльса (1324—1329)
- 4 декабря:
  - Генри Бергерш — лорд-казначей Англии (1327—1328, 1334—1337), лорд-канцлер (1328—1330), епископ Линкольна (1320—1340);
  - Феррер Колом[исп.] — епископ Лериды (1334—1340).
- 6 декабря — Глеб Святославич — князь брянский (после 1333—1340), убит на вече.
- 21 декабря — Иоганн I (11) — герцог Нижней Баварии (1339—1340).
- 23 декабря — Хью де Куртене (64) — первый барон Кутерне (1299—1340), 1-й или 9-й граф Девон (1335—1340).

## Дата неизвестна или требует уточнения
- Абу аль-Касим Ибн Джузайй аль-Кальби, арабский богослов, поэт, комментатор Корана, правовед маликитского мазхаба.
- Александр Михайлович — князь пронский (?—1340), убит в междоусобной борьбе
- Аль-Хатиб ат-Табризи — исламский учёный-хадисовед
- Анна Ратиборская — дочь Пшемыслава Ратиборского, княгиня-консорт Опавская (1318—1336), жена князя ратиборско-опавского Микулаша II.
- Бахья бен Ашер — еврейский раввин, комментатор Танаха
- Баян — крупный государственный и военный деятель империи Юань. Великий канцлер (1339—1340); казнён.
- Камилла Беккариа — жена народного капитана Мантуи Гвидо Гонзага.
- Будашири — жена императора Китая Туг-Тэмура, регент государства (1332—1333)
- Буонамико Буффальмакко — итальянский художник
- Владимир Львович — Князь Галицкий и Волынский, Король Руси (1323—1325), последний представитель династии Рюриковичей на галицко-волынском престоле по мужской линии
- Джалал ад-дин Ахсан-шах[англ.] — первый султан Мадурайского султаната (1334—1340); убит
- Джедайя бен Абрахам Бедерси[англ.] — еврейский поэт, врач и философ.
- Димитрий Триклиний — греческий филолог и писатель
- Елизавета Гольштейн-Рендсбургская — жена герцога Иоганна II Саксен-Лауэнбургского, регент герцогства (1322—1330), жена короля Дании Эрика Кристофферсена.
- Исаак бен-Самуил из Акры, палестинский раввин-ришоним и каббалист.
- Константин Симеонович — княжич московский, сын Симеона Ивановича Гордого, умер в день в который родился.
- Леустах IV Ратот, венгерский дворянин, ишпан графств Шомодь (1333—1340), Тольна (1333—1340), Шопрон и Ваш (1336—1340).
- Лешек Иновроцлавский — Князь Иновроцлавский (1287 — 1320/1324)
- Катерина Малатеста — жена сеньора Мантуи Луиджи Гонзага.
- Мануил Вриенний — византийский учёный и преподаватель
- Махмуд Шабистари — персидский поэт
- Нитто Ёшисуке[англ.] — брат и соратник Нитта Ёсисада
- Пьетро далле Карчери — сеньор Негропонта и барон Аркадии (1338—1340)
- Аньезе Пико — сеньора-консорт Мантуи (?—1340), жена Гвидр Гонзага.
- Раймонд IV де Бо — принц Оранский (1314—1340)
- Тарабья I[фр.] — царь Сикайна (1323—1336).
- Трасак Пхаем, полуисторический-полулегендарный правитель Кхмерской империи (1336—1340), основатель династии Варманов.
- Юрий II Болеслав — Князь Галицкий и Волынский, король Руси (1325—1340)